# دریاچه اوژوگینو
دریاچه اوژوگینو (یاقوتی: Одьуогун Күөл) یک دریاچه در استان یاقوتستان کشور روسیه است.